# 예수 (경제)
경제학에서 예수(豫受)는 자금 등을 미리 받아 둔다는 뜻을 가진 말이다.

## 회계
기업에서는 종업원에게 급여를 지급할 때 근로소득세 등을 대신 납부하여 주고 해당 금액만큼을 차감하여 지급하기도 한다. 이때 대납을 위해 공제하는 금액을 예수금(豫受金)이라 하며, 부채 계정으로 분류된다. 경우에 따라서는 예수금 계정을 세분화하는 경우(예: 소득세예수금, 건강보험료예수금 등)도 있다.
예를 들어, 종업원에게 100만원의 급여를 지급할 때 소득세 5만원을 대납하기로 하고 이를 차감한 금액인 95만원을 현금으로 지급하였다면, 아래와 같이 분개가 된다

| (차) 급여 1,000,000 | (대) 소득세예수금 50,000 (대) 현금 950,000 |

그 후, 급여에서 공제한 소득세를 현금으로 납부하면 아래와 같은 분개를 할 수 있다.

| (차) 소득세예수금 50,000 | (대) 현금 50,000 |

## 증권
주식을 거래할 때 증권사에서 증권 계좌를 개설하고 주식 거래를 위해 계좌에 돈을 넣고 거래한다. 이때 입금된 돈을 예수금(豫受金)이라 한다.